# Mihály Nagy
Mihály Nagy (Vác, 8 de octubre de 1993) es un deportista húngaro que compite en lucha libre. Ganó una medalla de bronce en el Campeonato Europeo de Lucha de 2018, en la categoría de 79 kg.

## Palmarés internacional
| Campeonato Europeo | Campeonato Europeo | Campeonato Europeo | Campeonato Europeo |
| Año                | Lugar              | Medalla            | Categoría          |
| ------------------ | ------------------ | ------------------ | ------------------ |
| 2018               | Kaspisk (Rusia)    | Medalla de bronce  | 79 kg              |